# Municipio de San Miguel Sigüilá
Municipio de San Miguel Sigüilá är en kommun i Guatemala.   Den ligger i departementet Departamento de Quetzaltenango, i den västra delen av landet, 120 km väster om huvudstaden Guatemala City.